# 本多正盛
本多 正盛（ほんだ まさもり、天正5年（1577年） - 元和3年4月22日（1617年5月29日））は、江戸時代初期の旗本。高崎藩2代藩主となった安藤重長の実父。

## 経歴
内藤正成の三男として生まれ、後に本多忠信（本多信俊の弟）の養子となり、安藤重信の女を娶った。
元和2年（1616年）の日光での東照社造営で副奉行の職にあったが、同僚の山城忠久と争いになり、正盛に打擲された山城は知故の福島正則の助言を受けて、自ら自害して果てた。このために正盛の罪が問われることとなり、造営完工直後に姻戚の下野板橋藩藩主松平成重に預けられ、元和3年（1617年）4月22日に切腹となった。享年41とされる。墓所は福生寺（栃木県日光市板橋）。文化13年（1816年）、子孫である磐城平藩主安藤信義が同地に記念碑を建立している。
死後に妻子は安藤家に引き取られ、重長・重元・重矩の三子は重信の養子となった。長男の重長は祖父の跡を継ぎ、大名となっている。